# クリスティアン・マンフレディーニ
クリスティアン・ジョゼ・マンフレディーニ・シソストリ（Christian José Manfredini Sisostri, 1975年5月1日 - ）は、コートジボワール・アビジャン市ポール＝ブエ出身の元同国代表サッカー選手、現サッカー指導者。現役時代のポジションはミッドフィールダー。イタリア国籍も保有する。

## 経歴
コートジボワールで生まれ、5歳の時にマンフレディーニ家の養子となり、イタリアのバッティパーリアに移住。ユヴェントスFCの下部組織で育ち、1994年にはアントネッロ・クックレドゥ監督の下キャプテンのアレッサンドロ・デル・ピエロらと共にプリマヴェーラで2冠を経験した。
その後4シーズンはそれぞれ異なるクラブへの期限付き移籍で過ごす。セリエC1やC2でのプレーを経て、コゼンツァ・カルチョ在籍時の1998年に23歳でセリエBデビューを果たした。
1999-00シーズンよりセリエBのジェノアCFCが保有権の半分を獲得。シーズン終了後にジェノアが残りの保有権を買い取った上で、ルイジ・デルネーリ率いるACキエーヴォ・ヴェローナへ移籍した。左サイドハーフとしてエリベルトと共に両翼を形成し、クラブのセリエA初昇格に貢献。翌シーズンにリーグ5位と躍進した”ミラクル・キエーヴォ”を支えた。
2002年7月、SSラツィオに共同保有で加入。しかしポジションを確保できず、CAオサスナ、ACFフィオレンティーナ、ペルージャ・カルチョへローンとなる。
2004年夏、ラツィオが財政難により主力選手を放出したことに伴いスタディオ・オリンピコへ戻る。2007年10月24日に行われたUEFAチャンピオンズリーグのヴェルダー・ブレーメン戦ではゴールを挙げた。2009年には2つの国内カップ優勝を経験したが、2009-10シーズン以降は公式戦の出場機会を得られなかった。
2011-12シーズン限りで契約満了によりラツィオを退団すると、翌シーズンよりレガ・プロ・セコンダ・ディヴィジオーネのACサンボニファチェーゼへ加入。この際、ラツィオ時代晩年にクラブの会長であるクラウディオ・ロティートによって冷遇されたとして批判した。
翌シーズンはセリエDのUSアグローポリ1921へ加入。2013年1月16日にはASDピッチョーラへ移籍し、シーズン終了後に現役を引退した。

## 代表歴
2001年にコートジボワール代表からの代表招集要請を受けながら、イタリア代表入りを目指すために断っていたが、その後もイタリア代表に招集されることはなく、2006年3月にコートジボワール代表入りを選択したものの、2006 FIFAワールドカップのメンバーには選出されなかった。

## 指導歴
2016-17シーズンより、テッジャーノにあるエッチェッレンツァ（イタリア5部）のASDヴァルディアーノ・カルチョの監督に就任。
翌シーズンからはASDスペッツァーノ・アルバネーゼ・カルチョで指揮を執る。

## 人物
2018年3月、ユヴェントス時代に儲けた当時22歳の娘やその母親に対する支援義務に違反したとして懲役8か月を言い渡された。

## タイトル
ユヴェントス
- カンピオナート・プリマヴェーラ : 1993-94
- トルネオ・ディ・ヴィアレッジョ : 1994

ラツィオ
- コッパ・イタリア : 2008-09
- スーペルコッパ・イタリアーナ : 2009